# Dicranomyia occidua
Dicranomyia occidua là một loài ruồi trong họ Limoniidae. Chúng phân bố ở miền Cổ bắc.